# Albericus exclamitans
Albericus exclamitans är en groddjursart som beskrevs av Kraus och Allison 2005. Albericus exclamitans ingår i släktet Albericus och familjen Microhylidae. IUCN kategoriserar arten globalt som otillräckligt studerad. Inga underarter finns listade i Catalogue of Life.